# Siersthal
Siersthal é uma comuna francesa na região administrativa de Grande Leste, no departamento de Mosela. Estende-se por uma área de 10,51 km². Em 2010 a comuna tinha 662 habitantes (densidade: 63 hab./km²).